# إيكو تاكاهارا
إيكو تاكاهارا (باليابانية: 高原 郁夫) (مواليد 14 أكتوبر 1957)، هو لاعب كرة قدم ياباني سابق كان يلعب كمهاجم. سبق له أن لعب مع منتخب اليابان.

## وصلات خارجية
- إيكو تاكاهارا على موقع ناشيونال فوتبول تيمز (الإنجليزية)

- National Football Teams
- Japan National Football Team Database